# Спасательный круг (песня Игоря Талькова)
«Спаса́тельный круг» — произведение эстрады в жанре авторской песни на слова и музыку Игоря Талькова (1989). Получило известность после его исполнения Игорем Тальковым и группой «Спасательный круг» на Международном фестивале «Ступень к Парнасу» в 1989 году, где Тальков получил первую премию, а также после выхода студийного варианта песни в 1993 году в релизе «Ностальгия».

## История создания
Тема «спасательного круга» возникла в творчестве Талькова в связи с его осознанием необходимости поиска «собственного спасательного круга» для защиты от опасностей, возникающих в связи с тем, что музыкант пел и сочинял очень «крамольные» и остросоциальные песни. В 1988 году Игорь Тальков создал собственную группу с названием «Спасательный круг», а затем в 1989 году написал и одноимённую песню. В этом же году она была показана им на Международном фестивале «Ступень к Парнасу».
Песня применялась Тальковым в качестве звукового фона в конце музыкального спектакля «Суд» (1991), когда завершалось представление состава группы «Спасательный круг» и зрители начинали расходиться. До этого также исполнялась и на обычных концертах.
Впервые песня была издана на пластинке уже после гибели Игоря Талькова в студийном альбоме «Ностальгия» (1993) и затем многократно переиздавалась. В 1996 году песня дала имя одному из альбомов переиздаваемых песен — «Спасательный круг». Изначально имела хождение на магнитоальбомах, в двух вариантах, до "Ступени к Парнасу" и после.

## Издания
- Ностальгия (1993)
- Спасательный круг (1996)
- Лучшие песни (2001)
- Этот мир (2001)
- Лирика (2003)

## Другие исполнения
Песня «Спасательный круг» в обновлённой аранжировке исполняется также Игорем Тальковым-младшим и была издана им в альбоме «Надо жить» (2005).
В 1990 году кавер на песню «Спасательный круг» был исполнен Валерием Леонтьевым. Также эту песню исполняет Игорь Наджиев.